# Kaevatsi laid
Kaevatsi laid ist eine estnische Ostsee-Insel am sogenannten Väinameri. Sie liegt östlich der zweitgrößten estnischen Insel Hiiumaa (deutsch und schwedisch Dagö).

## Lage und Beschreibung
Die Insel Kaevatsi (Kaevatsi laid) ist 2,6 km lang und im Norden bis zu 720 Meter breit. Sie hat eine Fläche von 1,4 Quadratkilometern. Der nördliche Teil der Insel erhebt sich bis zu 7,7 Meter über den Meeresspiegel. Verwaltungsmäßig gehört Kaevatsi laid zum Dorf Sarve in der Landgemeinde Hiiumaa.
Die Insel liegt 250 Meter von der Spitze der Halbinsel Sarve entfernt. Die Inseln Kaevatsi laid und Saarnaki laid bilden einen natürlichen Schutz für die Einfahrt zum Hafen von Sarve. Das Meer zwischen der Halbinsel und Kaevatsi laid ist seicht. Zu manchen Zeiten ist es möglich, die Insel zu Fuß zu erreichen.
Kaevatsi wird von zahlreichen kleinen Inselchen umgeben, von denen die wichtigsten Võrkrahu, Põtkurahu und Paasrahu sind. Die Vegetation der Insel wird vom Wacholder geprägt. Um Kaevatsi laid befindet sich das Inselschutzgebiet Hiiumaa, dem die Insel allerdings nicht angehört.

## Besiedlung
Bereits im Jahr 1564 soll es zwei Gehöfte auf Kaevatsi laid gegeben haben. Andere Quellen datieren die erste urkundliche Erwähnung unter der schwedischen Bezeichnung Swinholm auf das Jahr 1567. Im 18. Jahrhundert gab es auf der Insel einen Kalksteinbruch sowie eine Windmühle. 1970 lebten auf der Insel noch sieben Menschen. Seit 1974 ist die Insel unbewohnt. Die verlassenen Gebäude sind noch zu erhalten. Die ehemaligen Einwohner tragen meist heute noch den estnischen Familiennamen Kaevats.